# Bourse synoviale
Pour les articles homonymes, voir Bourse.
Une bourse synoviale ou bourse séreuse est une cavité fermée constituée de tissu conjonctif et contenant du liquide synovial, lubrifiant facilitant le glissement des organes (muscles, tendons) auxquels elle est annexée (par exemple sur la partie externe d'une articulation).

## Structure
Les bourses synoviales sont constituées d'une couche fibreuse externe et d'une couche synoviale interne sécrétant le liquide synovial.

## Fonctions
Les bourses synoviales favorisent le glissement des éléments auxquels elles sont assujettis. 
Parmi les bourses synoviales, on distingue
- les bourses subcutanées (ou sous-cutanées) annexées à la peau là où les os d'une articulation saillent sous celle-ci, comme la bourse olécranienne de l'articulation du coude, la bourse subcutanée prépatellaire au niveau du genou ou la bourse subcutanée calcanéenne au niveau de la cheville,
- les bourses submusculaires annexées à un muscle,
- les bourses subfasciales annexées à un fascia comme la bourse subfasciale prépatellaire,
- les bourses subtendineuses annexées à un tendon comme la bourse subtendineuse du muscle gastrocnémien latéral.

Les bourses subtendineuses peuvent prendre la forme d'une gaine tendineuse.
La bourse synoviale a une double importance fonctionnelle : 
- réduction de la friction, de l'échauffement et de l'érosion résultant du mouvement des articulations ;
- lubrification des structures voisines (muscles et tendons qui sont en mouvement quand l'articulation fonctionne).

Cela est permis par un tissu spécialisé, proche de celui de la membrane synoviale, très vascularisé, qui tapisse la surface interne des capsules articulaires et la surface des bourses synoviales (internes ou superficielles) et qui sécrète le lubrifiant (synovie dans le cas d'une articulation telle que le genou ou le coude).

## Immunité
Le sang n'atteignant pas la synovie, son immunité dépend d'un processus particulier, comme pour le liquide séreux de l'œil.

## Aspect clinique

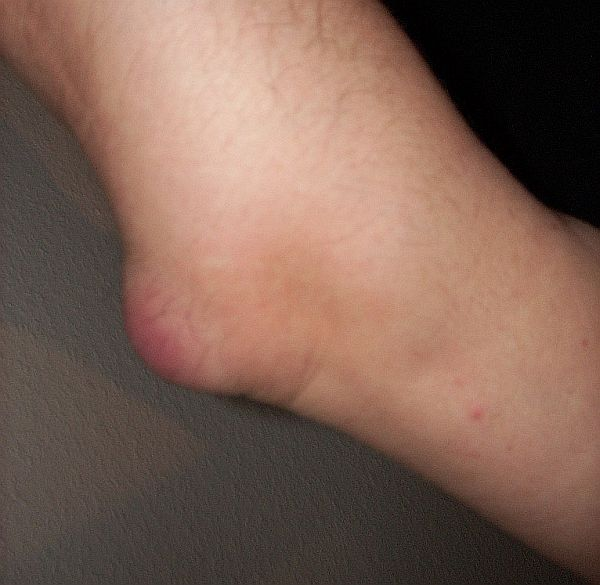
Hygroma, exemple d'inflammation de la bourse synoviale du coude, dite olécranienne

L'étude et les pathologies des bourses synoviales relèvent de l’arthrologie (ou syndesmologie) qui est la discipline anatomique traitant des articulations. Les troubles inflammatoires sont les maux les plus fréquents, sous forme de rhumatisme et plus rarement d'abcès. 
- L’hallux valgus est une déviation vers l'extérieur du gros orteil, très souvent associée à une subluxation (déboîtement presque complet) de l'articulation entre le métatarse et la phalange et souvent douloureuse du fait de l'inflammation de la bourse synoviale en regard de l'articulation (bursite), entraînant alors un métatarsus varus (déviation des os de l'avant-pied vers le centre du corps). L'oignon est la pathologie la plus fréquente.

- Le durillon (en anglais callosity) est un net épaississement et durcissement de la couche cornée (peau superficielle) de la paume de la main ou de la plante du pied. Le durillon, comme le cor se développent parfois en profondeur dans le derme avec épaississement d'une bourse synoviale sous le derme. Parfois, l'os sous-jacent présente alors une altération avec un phénomène d'inflammation éventuellement accompagné d'une suppuration de la bourse synoviale située sous le durillon.

- L'achillodynie est une inflammation de la bourse synoviale qui relie le tendon d'Achille et le calcanéus (douleurs à la flexion ou extension du pied, avec gonflement ou tuméfaction de la région calcanéenne (arrière et haut du talon). La cause est généralement un traumatisme répété (footballeur, rugbyman)[1].

- Le kyste de Baker, poche remplie, au niveau d'un ou des deux genoux, d'un liquide visqueux se développant à partir d'une fuite des membranes synoviales de l'articulation du genou ou des bourses des tendons vers un muscle proche (le jumeau interne).

- L'hygroma simple ou bursite est une inflammation d'une bourse synoviale, plus fréquente chez l'individu immunodéprimé (ce peut être un des signes de la maladie de Lyme. On parle de polyhygromatose quand plusieurs bourses synoviales sont simultanément enflammées (coudes + genoux par exemple).

- Les gaines séreuses profondes de la main peuvent être le siège d'une inflammation à la suite d'une infection, par exemple par le bacille de Koch responsable de la tuberculose, ou à la suite d'un processus granulomateux avec en général l'apparition d'un phlegmon dont le pus peut diffuser dans les gaines.

- La maladie de Duplay (en anglais : Duplay's disease) est une périarthrite scapulohumérale caractérisée par l'apparition de calcifications dans la bourse synoviale sous-acromiale (près de l'acromion de l'omoplate).

- Certaines bactéries (borrélies responsables de la maladie de Lyme) peuvent se développer dans le liquide synovial et affecter les tendons et l'ensemble d'une articulation), provoquant une « arthrite de Lyme ». Le traitement antibiotique fait généralement régresser la douleur, mais ne garantit pas l'élimination des bactéries.